# ديفيد إغن
ديفيد إغن هو سياسي كندي، ولد في 1962 في Val Marie ‏ في كندا. نشط حزبياً في Alberta New Democratic Party ‏. وقد انتخب عضو الجمعية التشريعية في ألبرتا ‏ عن دائرة Edmonton-Calder ‏ خلال فترته النيابية ‏.